# ニオベ (小惑星)
ニオベ (71 Niobe) は、小惑星帯に位置する小惑星の一つ。1861年8月13日にドイツの天文学者、ロベルト・ルター (Karl Theodor Robert Luther) によりデュッセルドルフで発見された。ギリシア神話の女神ニオベーにちなみ命名された。
2004年11月に静岡県で掩蔽が観測された。この時の結果から衛星が存在する可能性が指摘されている。